# Birte Tove

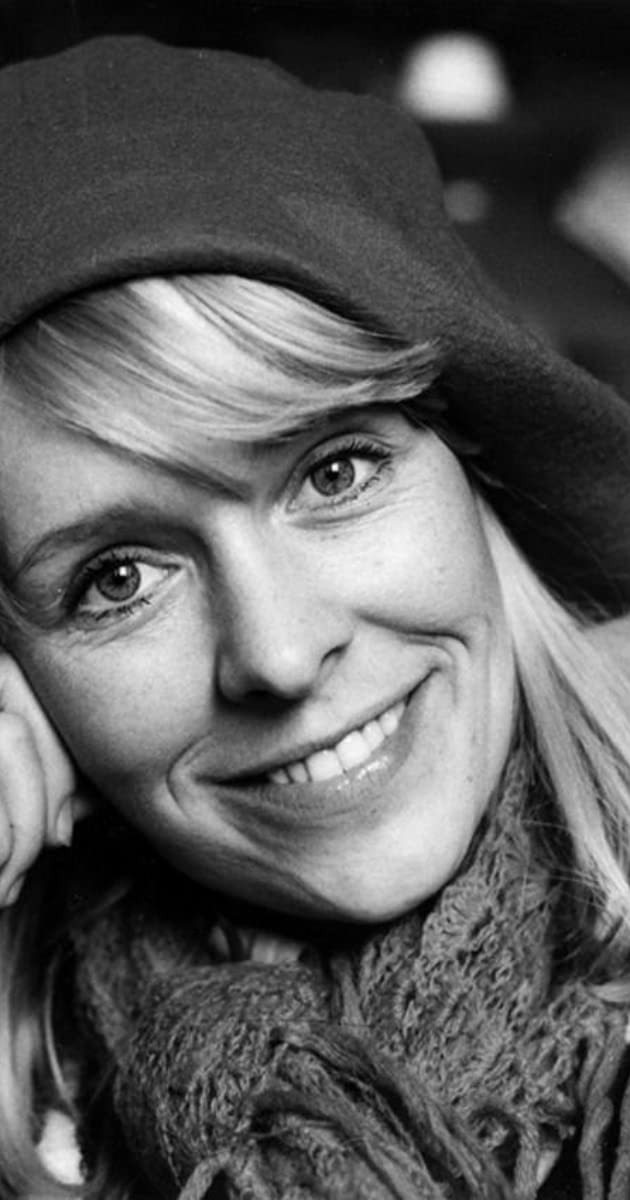
Birte Tove, 1969

Birte Tove Sørensen (* 16. Januar 1945 in Helsingør; † 6. Februar 2016 in Kopenhagen) war eine dänische Schauspielerin und Model.

## Leben
Birte Tove wuchs in Helsingør auf. Nach ihrem Schulabschluss machte sie ab dem Jahr 1961 zunächst in einem Krankenhaus eine Ausbildung zur Krankenschwester.
Von 1964 bis 1967 absolvierte sie eine professionelle Schauspielausbildung an der Staatlichen Theaterhochschule in Kopenhagen, wo sie fortan wohnte. Sie wirkte in mehreren Filmen und Fernsehserien mit, darunter auch in einigen Erotikfilmen. Danach war sie nur noch sporadisch als Schauspielerin tätig. Ihre letzte Rolle spielte sie in den 1990er Jahren in der Serie Hospital der Geister unter der Regie von Lars von Trier. Insgesamt wirkte sie als Schauspielerin vor der Kamera in mehr als 20 Film-und-Fernsehproduktionen mit. Als Bühnendarstellerin hatte sie mehrere Gastengagements, so unter anderem am Theater Helsingør oder am Silkeborg-Sommertheater. Tove war gelegentlich als Synchronsprecherin für Zeichentrickfilme aktiv.
Birte Tove war ab Mitte der 1960er-Jahre als gefragtes Model in ganz Skandinavien tätig. Sie war auf dem Laufsteg aktiv und war in zahlreichen Katalogen und Modemagazinen abgebildet, darunter auch als Pin-up-Girl und es erschienen mehrere Nackt-Fotos von ihr in Zeitschriften. Ein Engagement für einen Modehersteller führte sie zudem für einige Zeit nach Hongkong. Nachdem sie sich Ende der 1970er-Jahre eine Zeitlang aus der Öffentlichkeit zurückgezogen hatte, arbeitete sie zeitweise wieder als Krankenschwester in der häuslichen Pflege.
Tove heiratete im Jahr 1970 Ole Brix-Schächter. Aus dieser Ehe gingen zwei Kinder hervor, die Musikerin Anne Katrine Tove Brix (* ?) und der Schauspieler Adam Brix (* 1978). Die Ehe wurde im Jahr 1995 wieder geschieden. In ihren letzten Lebensjahren war sie an Multipler Sklerose erkrankt und deswegen auf einen Rollstuhl angewiesen. Sie starb am 6. Februar 2016 im Alter von 71 Jahren. Ihre Grabstätte befindet sich auf dem Friedhof in Søllerød.

## Filmografie (Auswahl)
- 1970: Mazurka im Bett
- 1971: Geliebte Christa – Stewardessen lieben heiß
- 1971: Mutti, Mutti, er hat doch gebohrt
- 1972: Studentenfutter – Nicht nur Studenten naschen gern
- 1974: Hitler Superstar
- 1974: Das Bambuscamp der Frauen
- 1994–1997: Hospital der Geister (Fernsehserie, 6 Folgen)